# Finding Forever
Finding Forever ist das siebte Album des US-amerikanischen Rappers Common. Dieses erschien am 31. Juli 2007 in den Vereinigten Staaten von Amerika und am 3. August 2007 in Deutschland. Finding Forever wurde über G.O.O.D. Music/Geffen Records veröffentlicht und konnte Platz 1 der Billboard-200-Charts erreichen.

## Bedeutung des Titels

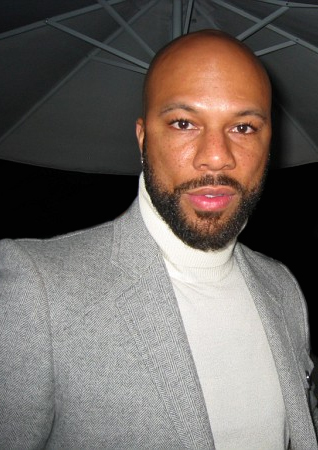
Common im Jahr 2006

In einem Interview erklärte Common, dass der Titel Finding Forever für die von ihm erwünschte Zeitlosigkeit seiner Musik stehe:

„Finding Forever ist für mich die Symbiose aus Kunst, Musik und Aktivismus, die Generationen überdauern sollen. Ziel meiner Kunst ist es, etwas zeitloses zu schaffen. Das heißt nicht, dass ich mich selbst schon als eine Art „Legende“ betrachte, sondern dass ich die Arbeit anderer Künstler wie Joni Mitchell oder Stevie Wonder fortsetze.“

Eine weitere Beeinflussung der Zielsetzung Commons, erfolgte durch den Tod des Hip-Hop-Musikers J Dilla, welcher im Februar 2006 verstorben war.

„Bei Finding Forever geht es um das Erbe eines Menschen. Jeder ist bestrebt, durch seine Taten Unsterblichkeit zu erreichen. Ich habe nach Dillas Tod viel darüber nachgedacht, wie wir es schaffen können, auf der Erde eine Marke zu hinterlassen. Und ich denke, dass man diese Art von Ewigkeit zum Beispiel durch die Werte finden kann, die man seinen Kindern vermittelt - aber eben auch durch Musik, Kunst, Journalismus, Schauspielerei und jede andere Art von kreativer Tätigkeit. Wie gesagt, all das wurde mir klarer als Jay Dee starb. Auch wenn er physisch tot ist, lebt sein Geist weiter.“

## Entstehung
Nachdem Common im Mai 2005 sein sechstes Soloalbum Be veröffentlicht hatte, begann der Rapper Anfang 2006 mit den Arbeiten Finding Forever. Das Album entstand in Zusammenarbeit mit dem Produzenten Kanye West. Common reiste dazu zunächst nach Spanien, wo West eine Tournee absolvierte. In Spanien begannen die beiden Musiker Platten zu hören und nach Samples zu suchen. Die eigentlichen Aufnahmen begannen in Neuseeland und Australien, während der Welttournee von Kanye West. Weitere Staaten, in denen Common an Finding Forever gearbeitet hat, sind die Vereinigten Staaten von Amerika und Hawaii. Im Anschluss an die Aufnahmen beendete Common im Juni 2007 die Arbeit an seinem Album mit seinem Studio-Engineer in Tschechien. Der Grund für den Produktionsort lag darin begründet, dass der Rapper zur Zeit der Abschlussarbeiten für den Film Wanted, welcher in Tschechien gedreht wurde und in welchem unter anderem Angelina Jolie und Morgan Freeman mitwirken, als Schauspieler tätig sein musste.

## Inhalt

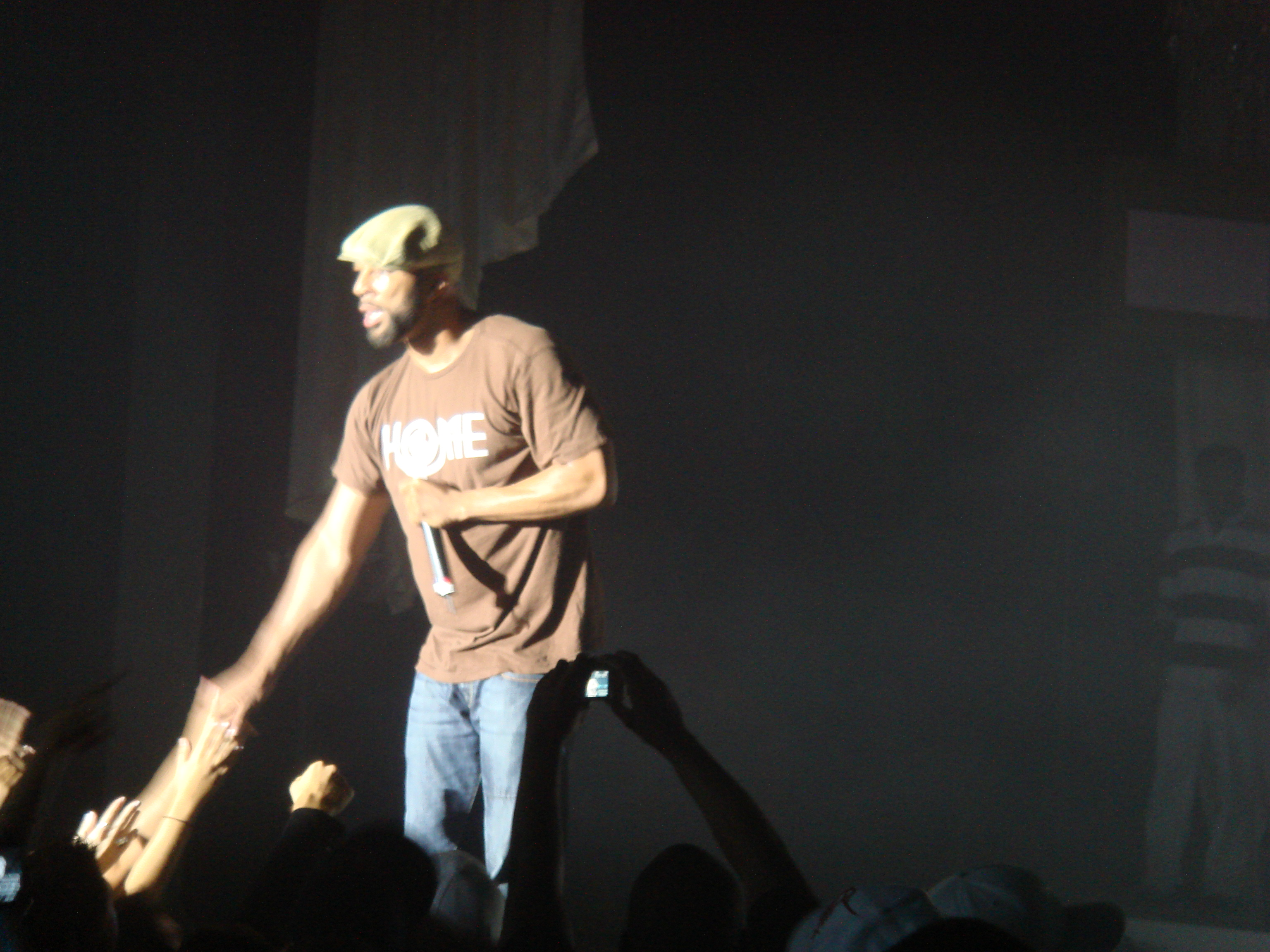
Common bei einem Auftritt (2006)

1. Intro – 1:17
2. Start The Show – 3:14
3. The People – 3:24
4. Drivin’ Me Wild – 3:42
5. I Want You – 4:30
6. Southside – 4:44
7. The Game – 3:32
8. U, Black Maybe – 5:02
9. So Far To Go – 4:27
10. Break My Heart – 3:39
11. Misunderstood – 4:46
12. Forever Begins – 7:36

## Produktion

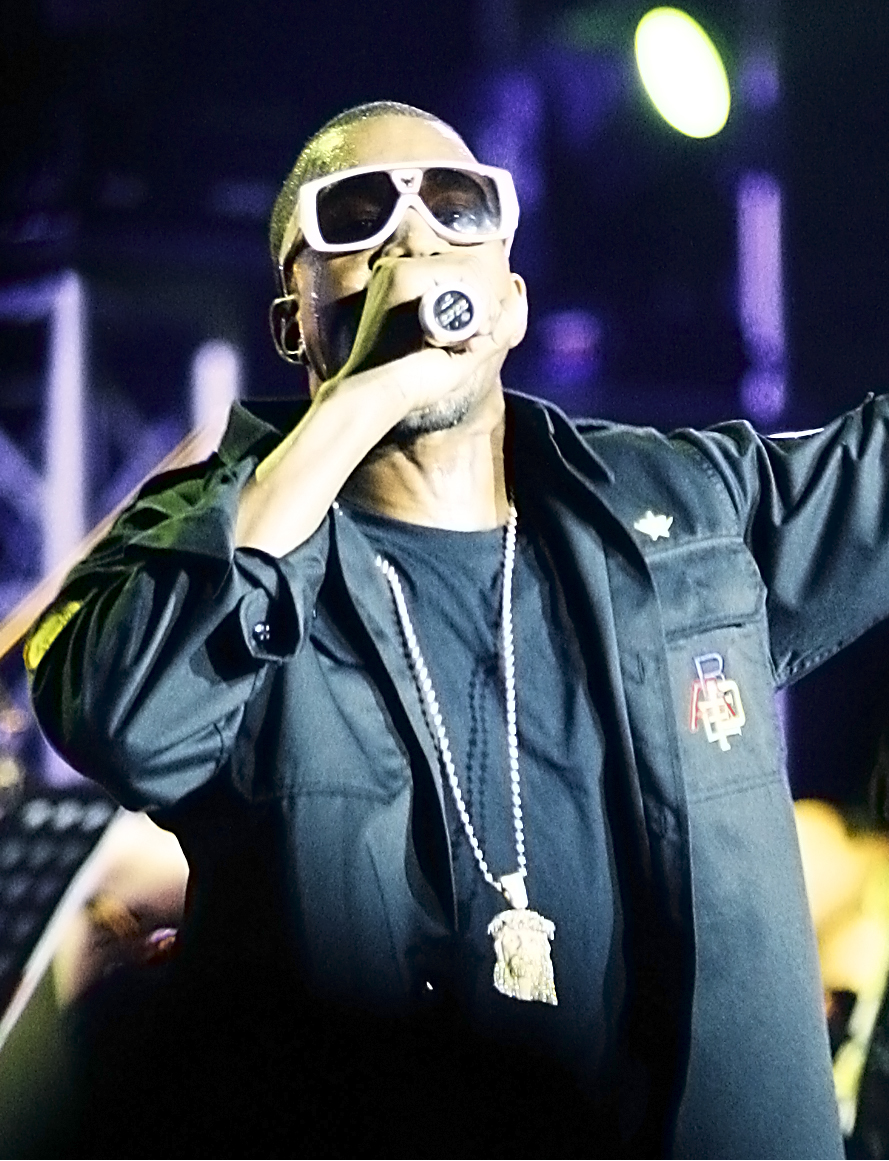
Kanye West (2007)

Finding Forever wurde zu einem Großteil von dem aus Atlanta stammenden Hip-Hop-Musiker Kanye West produziert. Dieser verwendete für einen Großteil der von ihm produzierten Musikstücke Samples aus anderen Liedern. So sind beispielsweise in dem Lied The People Samples aus den Musikstücken Long Red von Mountain, We Almost Lost Detroit von Gil Scott-Heron & Brian Jackson und Let The Drums Speak von Fatback Band zu hören. Ein weiteres Beispiel ist das Lied U, Black Maybe, auf welchem Teile von Black Maybe von Stevie Wonder & Syreeta Wright verwendet wurden, sowie das Stück Break My Heart, welches ein Sample aus Someday von George Duke beinhaltet. Im Fall des Lieds U, Black Maybe machte Stevie Wonder seine Zustimmung für die Verwendung des Samples davon abhängig, dass Common auf dem Lied keine Schimpfwörter benutzt. Common entfernte, aufgrund seiner Bewunderung für Wonder, daraufhin die sogenannten Curse Words.
Des Weiteren beinhaltet Finding Forever einzelne Beats von weiteren Produzenten. So wurde das Intro von Derrick Hodge und das Lied I want you von dem Black-Eyed-Peas-Mitglied will.i.am produziert. Für die musikalische Untermalung von So Far to Go war J Dilla, welcher bereits Anfang 2006 an den Folgen von Lupus erythematodes gestorben war, verantwortlich. So Far to Go beinhaltet Samples von Don't Say Goodnight (It's Time for Love) der The Isley Brothers, sowie von As Long as He Lies Perfectly Still von Soft Machine. Die Produktion von Misunderstood wurde von Devo Springsteen und die von Play Your Cards Right, welcher nur als Bonus-Track der United Kingdom-Version des Albums erschienen ist, von Karriem Riggins übernommen. Under the Street Lamp von Joe Bataan wurde dabei für das Lied Play Your Cards Right verwendet.
Die auf Finding Forever zu hörenden Interludes wurden von Karriem Riggins und James Poyser eingespielt und produziert.

## Singles

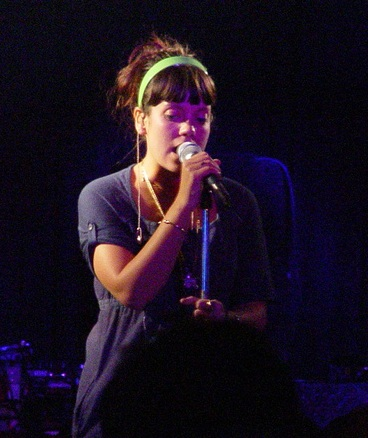
Sängerin Lily Allen

Vier Lieder des Albums wurden als Singles ausgekoppelt. Die erste Single ist dem Lied The People zuzuordnen. Diese erschien am 22. Mai 2007 in den Vereinigten Staaten von Amerika. Das von Kanye West produzierte Stück wurde von dem Magazin Rolling Stone auf Platz 29 der 100 besten Lieder des Jahrs 2007 gewählt. Am selben Tag wie The People wurde das Musikstück The Game als Single ausgekoppelt. The Game erschien über iTunes und ist nicht als Maxi erhältlich. Zu The Game wurde ein Schwarz-Weiß-Video gedreht. Die dritte Single ist Drivin' me wild. Auf dieser ist die Sängerin Lily Allen zu hören. Drivin' me wild ist die erste Single aus Finding Forever, die im Vereinigten Königreich veröffentlicht wurde. Dort konnte sie Position 56 der Single-Charts erreichen. In Polen erreichte die Single Platz 68. Die letzte Single ist dem Lied I want you zuzuordnen. In dem dazu gedrehten Video spielen unter anderem Derek Luke, Serena Williams, Alicia Keys und Kerry Washington, die auch an der Regie des Videos beteiligt war, mit.

## Rezeption

### Preise
Bei den Grammy Awards 2008 wurde Finding Forever in der Kategorie Best Rap Album nominiert, unterlag jedoch Graduation von Kanye West.

### Kritik
Finding Forever wurde von den Kritikern größtenteils positiv aufgenommen. Sebastian Reier, Autor der Zeitung Die Zeit, bezeichnete Finding Forever als „solide, bisweilen großartig“. Unter anderem wird die Produktion hervorgehoben. Laut Aussage des Autors entschädigt der Produzent will.i.am mit seinen Beats, die Arbeitsergebnisse, welche er mit seiner Band Black Eyed Peas erzielt hat:

„Commons Stimme legt sich sanft über die melodiösen Kompositionen des Produzenten Kanye West. Die Musik klingt neu und vertraut, wie gute Popmusik eben, gebastelt mit den Werkzeugen eines HipHoppers. Bei dem Stück The People funktioniert das so: Eine Synthesizer-Linie karamellisiert, markige Gitarren ziehen Fäden, das Sample einer Stimme spielt sich immer wieder in den Vordergrund. Dazu gibt es einen drängenden Rhythmus und Commons wahnsinnige Stimme. Er bricht seit Jahren mit dem Klischee des harten Rappers. Seine Texte stellen immer das Bewusstsein über den Konsum. In seiner Musik schwingt der Soul der sechziger Jahre.“

In einer Review des Katalogs des Labels HHV.DE wurde das Album als „eines der besten Hip-Hop-Alben dieses Jahres“ bezeichnet. Dennoch vermerkte der zuständige Autor einige negative Kritikpunkte:

„So gut das alles hier auch ist […], man wird das Gefühl nicht los, dass Common mal wieder richtig den Tiger rauslassen könnte. Egal, ob er dazu erneut einen Beat nach allen Regeln der Kunst beerdigen sollte, wie zuletzt auf E-MC², oder sich endlich wieder einen richtig zickigen Brocken zur Brust nehmen muss, wie zuletzt bei Soul Power. Etwas mehr Electric Circus […] beim nächsten Mal könnte verhindern, dass hier einer auf hohem Niveau stagniert oder gar „Hip-Hops Dr. Phil“ wird.“

Die Internetseite Laut.de vergab Finding Forever vier von möglichen fünf Bewertungspunkten. In der Begründung wurde unter anderem die Produktion von Kanye West hervorgehoben und als „wahres Feuerwerk“ bezeichnet.

„Im Grunde ist es arg langweilig, Platten von Künstlern wie den Jurassic 5, den Roots oder eben Common zu rezensieren. Man erwartet nur das Beste und bekommt genau das geboten. […] Common behält Bodenhaftung sowie die Bedürfnisse seines Publikums im Blick, und doch: "I never kissed the ass of the masses." So schnell wird er das wohl auch nicht tun. Wozu auch? Offensichtlich schafft man es auch ganz ohne Anbiederei auf Platz 1 der Charts.“

Das Hip-Hop-Magazin Juice, welches dem Rapper in ihrer August-Ausgabe die „Titelstory“ widmete, erklärte in ihrer September-Ausgabe Commons Tonträger zum Album des Monats. Von den sechs möglichen Bewertungs-Kronen vergab das Printmedium 5,5.

„Schon Start the show gibt mit seinem Streichersample, das klingt, als hätten sich die Beatles auf die dunkle Seite des Mondes verirrt, den Ton des Albums vor: vielschichtige Instrumentals, in die sich die Lyrics mal geschmeidig, mal dreckig-widerspenstig einfügen. Schon in den beiden Singles zeigt sich dabei das gesamte Spektrum der Vision hinter Finding Forever. Zwischen gepflegter Back-In-The-Days-Nostalgie (The People) und zeitlosem B-Boyism (The Game) spuckt Common seine beißenden, punktgenauen Kommentare zu Zeitgeist, Biz und Politik und sucht dabei stets auch die musikalische Entsprechung zu seinen Botschaften. […] Finding Forever? Gefunden.“

## Kommerzieller Erfolg

### Chartplatzierungen
Finding Forever konnte internationale Erfolge feiern. In den USA stieg das Album direkt auf Platz 1 der Billboard 200-Charts ein. Dort konnte sich Commons siebtes Album insgesamt vierzehn Wochen halten. Ein weiterer nordamerikanischer Staat, in welchem das Album eine Position in der nationalen Hitparade belegen konnte, ist Kanada. In den kanadischen Album-Charts stieg Finding Forever auf Platz 10 ein.
Des Weiteren konnte das Album in diversen europäischen Staaten Chartplatzierungen belegen. So stieg Finding Forever in der Schweiz auf Platz 23, in Norwegen auf Platz 27, in Irland auf Platz 57, in den Niederlanden auf Platz 58 und in Frankreich auf Platz 82 ein.
In Deutschland stieg Commons siebtes Album in der 34. Kalenderwoche auf Platz 92 der Album-Charts ein. Dort konnte es sich lediglich eine Woche halten.
| ChartsChartplatzierungen       | Höchstplatzierung | Wochen |
| ------------------------------ | ----------------- | ------ |
| Deutschland (GfK)              | 92 (1 Wo.)        | 1      |
| Schweiz (IFPI)                 | 23 (5 Wo.)        | 5      |
| Vereinigte Staaten (Billboard) | 1 (23 Wo.)        | 23     |
| Vereinigtes Königreich (OCC)   | 35 (3 Wo.)        | 3      |

| ChartsJahrescharts (2007)      | Platzierung |
| ------------------------------ | ----------- |
| Vereinigte Staaten (Billboard) | 110         |

### Auszeichnungen für Musikverkäufe
| Land/Region               | Auszeichnungen für Musikverkäufe (Land/Region, Auszeichnung, Verkäufe) | Verkäufe |
| ------------------------- | ---------------------------------------------------------------------- | -------- |
| Vereinigte Staaten (RIAA) | Gold                                                                   | 500.000  |
| Insgesamt                 | 1× Gold ·                                                              | 500.000  |